# Philippe Guéneau de Montbeillard
Pour les autres membres de la famille, voir Guéneau de Mussy.
Philippe Guéneau de Montbeillard (souvent prénommé Philibert), né le 2 avril 1720 à Semur-en-Auxois, mort le 28 novembre 1785, est un naturaliste et ornithologue français. Il s'est consacré à la biomécanique et la mesure de la force de travail des animaux, et reste également connu comme un contributeur notable à l'Histoire naturelle de Buffon.

## Biographie

### Naissance et formation
Son père, juriste, est François Marie Guéneau (1686-1742) et sa mère Marie Colombe Meney (1685-1768) ; la famille appartient à la noblesse. Ils ont un autre enfant, François, né trois ans avant Philippe. Les enfants commencent leurs études au collège des Carmes de Semur-en-Auxois. Puis  Il étudie à Paris de 1732 à 1734 au collège de Navarre et au collège d'Harcourt puis, en 1735, au Collège de l'Oratoire de Troyes. En 1737 il est malade et son père le refait venir à Semur-en-Auxois. Un an est nécessaire pour qu'il se rétablisse. En 1742 son père meurt. Il retourne à Dijon où il étudie le droit à Dijon, et où il est reçu avocat en 1742. Il décide d'aller habiter à Paris et fréquente les milieux intellectuels.

### Premières activités
Il rencontre le docteur Jean Berryat (1718-1754), correspondant de l'académie des sciences, qui fonde la Collection académique. En 1754, à la mort de Jean Berryat, il devient éditeur de la Collection académique.

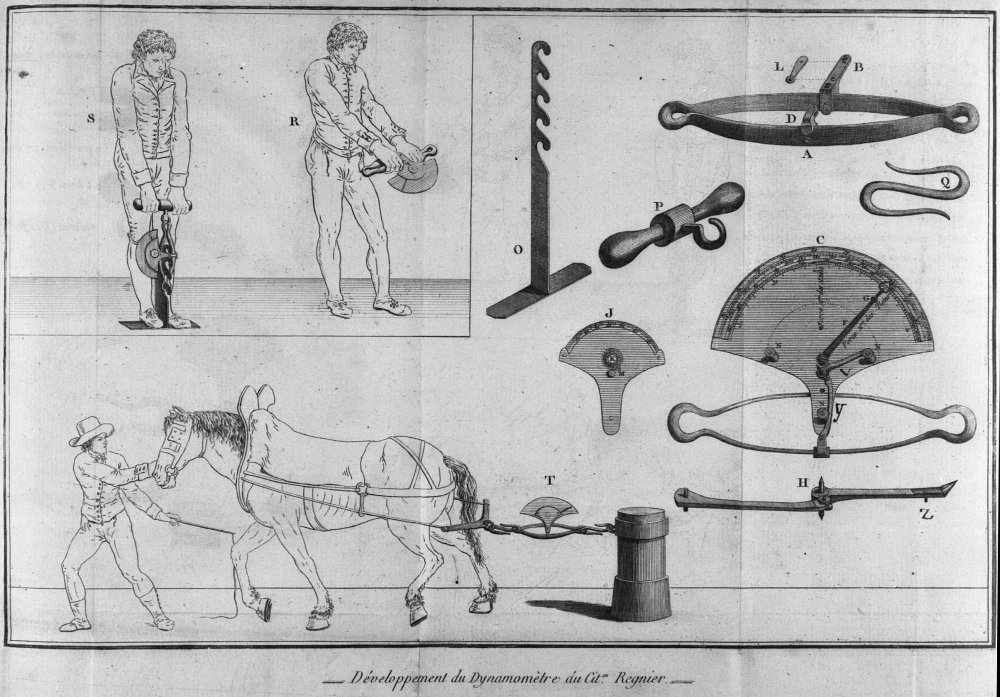
Recherches sur la force animale, réalisées avec E. Regnier.

En 1756, il donne l’article « Étendue » à l’Encyclopédie de Diderot et D’Alembert (vol. VI).

### Avec Buffon
Après sa rupture avec Louis Jean-Marie Daubenton, Buffon l’appelle auprès de lui pour le remplacer. Buffon dira de cet ami de longue date dans une lettre en 1767 : « J’aurais besoin de vous voir tous les jours pour être heureux ».
De ses recherches sur la force de travail animale naît le dynamomètre à lame courbe, conçu par son compatriote Edme Regnier.
Pour l'Histoire naturelle, il participe à la description anatomique des mammifères. Il reste cependant principalement connu pour son travail sur l’Histoire des oiseaux. Il est au début un collaborateur anonyme ; il faut attendre le troisième tome des Oiseaux (1775) pour que l'apport de Guéneau soit reconnu. Celui-ci continuera d'y collaborer jusqu'au sixième tome (1779), Buffon l'ayant chargé alors de rédiger l’Histoire des Insectes. La mort de Guéneau en 1785 l'empêchera de voir le travail achevé.
Buffon introduit ainsi le rôle de Guéneau dans la préface du volume 7 : "Depuis quarante ans que j'écris sur l'Histoire naturelle, mon zèle pour l'avancement de cette science ne s'est point ralenti... j'avais besoin de collaborateurs et j'ai engagé mon très cher et savant ami M. de Montbeillard, l'un des meilleurs écrivains de ce siècle, à partager ce travail avec moi, il a rempli une partie de cette tâche pénible jusqu'au sixième volume de cette historie des oiseaux ; et désirant aujourd'hui s'occuper assidûment de celles des  insectes, à laquelle il a déjà beaucoup travaillé, il m'a prié de me charger seul de ce qui restait à faire sur les oiseaux...".

### Mariage et travaux sur la croissance des enfants
Marié à Élisabeth-Bénigne Potot, il a un fils né le 11 avril 1759 dont il va mesurer méthodiquement la taille de 6 mois à 18 ans. Ces données constituent en France la premier suivi longitudinal de la croissance d'un garçon, et leur qualité incite Buffon à les publier dans le Tome quatrième des Suppléments à l'Histoire naturelle, sous le titre Sur l'accroissement successif des enfants.

### Autres oeuvres
Dans l'esprit des Lumières, Guéneau publie, outre des poèmes, plusieurs ouvrages de nature scientifique ou politique : Abrégé de l’Histoire et des Mémoires de l’Académie royale des sciences (1770), L’homme de lettres bon citoyen (1777), Traité sur l’inoculation, et Discours sur la peine de mort notamment.

### Sociétés savantes
En 1764, il est nommé membre de l'Académie de Dijon.

## Publications
- Histoire naturelle des oiseaux par Buffon, Guéneau de Montbeillard et l'abbé Bexon.
- Discours sur la Peine de Mort, mis au jour par François Gueneau-Montbeillard, son fils, à Semur-en-Auxois[10].